# Парафиевка
Парафи́евка (укр. Парафіївка) — посёлок в Прилукском районе Черниговской области Украины, административный центр Парафиевской поселковой общины. До 17 июля 2020 года был на территории ныне упразднённого Ичнянского района.

## Географическое положение
Расстояние от Чернигова по железной дороге — 196 км и 170 км автодорогой, от Киева — 236 км.
На территории посёлка расположен ряд прудов, неподалёку — национальный историко-культурный заповедник Качановка и река Смож.

## История
В XIX веке село Парафиевка было в составе Парафиевской волости Борзнянского уезда Черниговской губернии Российской империи.
В ходе Великой Отечественной войны в 1941—1943 гг. было оккупировано немецкими войсками.
В 1975 году здесь действовали сахарный завод и кирпичный завод.
В январе 1989 года численность населения составляла 3182 человек.
На 1 января 2013 года численность населения составляла 2522 человек.

## Транспорт

### Железнодорожный транспорт
Ближайшая железнодорожная станция Качановка находится на расстоянии 1 км. Станция является тупиковой и обслуживает сахарный завод, но кроме товарного движения на участке ежедневно курсируют пригородные поезда:
- № 6547 Ромодан (Полтавская область) — Качановка. Прибывает в Парафиевку в 2 часа ночи.
- № 6550 Качановка — Ромны (Сумская область). Отправляется из Парафиевки в 3 часа ночи и после прибытия в Ромны через час отправляется на начальную станцию — Ромодан.

Железнодорожная линия однопутная и не электрифицированная. Отрезок железной дороги от станции Качановка до станции Григоровка на станции Григоровка примыкает к железной дороге Ромодан (Полтавская область) — Бахмач, которая также является одноколейной и не электрифицированной, но по ней есть постоянное движение дальних пассажирских поездов, регулярное движение пригородных поездов (два раза в день на Ромодан и один раз в день в Бахмач) и товарных поездов. Ближайшая крупная железнодорожная станция — Бахмач-Пассажирский. В Ичне также расположена железнодорожная станция на ветке Бахмач — Прилуки — Гребёнка (Полтавская область), которая также является одноколейной и не электрифицированной и по ней есть постоянное движение пассажирских поездов дальнего следования, пригородных дизель-поездов (трижды на Прилуки, дважды до разъезда Варваровского и один раз до Бахмача) и товарных поездов.

### Автомобильный транспорт
Посёлок расположен на трассе Т 25 15 (Нежин — Харьково, что на трассе Киев — Сумы), которая проходит также через город Ичню, посёлок Дмитровка и посёлок Талалаевка. Выезд в столицу — Киев, областной центр — Чернигов и город Нежин через Ичню. Выезд в Бахмач через Дмитровку. Выезд в Сумы, Прилуки, Ромны и в государственный дендрологический парк «Тростянец» НАН Украины через трассу Т 25 29, которая отходит к югу от трассы Т 25 15 в 9 км к востоку от Парафиевки. Также из посёлка следуют местные дороги в село Хаиха и Мартыновку (на север), в Терешиху (на северо-восток), а также во Власовку, Качановку, Петрушовку и Иваницу (на юг). Расстояние до райцентра составляет 18 км (к западу).

## Известные уроженцы
- Андрусенко, Корней Михайлович (1899—1976) — Герой Советского Союза
- Кантор, Давид Исаакович (1914—1996) — советский авиаконструктор
- Слуцкий, Абрам Аронович (1898—1938) — глава внешней разведки СССР с 21 мая 1935 года по 17 февраля 1938 года.[9]
- Данько, Елена Яковлевна (1898—1942) — писательница и художница.
- Луценко, Виталий Иванович (1937—1999)
- Кураж, Фёдор Саввич — герой советско-финской и Великой Отечественной войны.
- Кураж, Петр Саввич — революционер, командир партизанского отряда 19-х годов XX века.
- Радченко, Андрей Фёдорович (1887—1938) — украинский советский государственный, профсоюзный и политический деятель. Революционер. Большевик.
- Шура-Бура, Михаил Романович (1918—2008) — советский и российский учёный, внёсший существенный вклад в становление и развитие программирования в СССР. Заведующий сектором ИПМ РАН, заведующий кафедрой системного программирования факультета ВМК МГУ (1970—1993)